# Walerian Mroczkowski
Walerian Mroczkowski, właściwie Walery Karłowicz Mroczkowski, pseud. Walery Ostroga (ur. 6 kwietnia 1840 w Ołońcu w Karelii, zm. 1 października 1889 w Paryżu) – polski powstaniec styczniowy, anarchista i fotograf portretowy mieszkający we Francji. Był przyjacielem Michaiła Bakunina i drugim mężem księżnej Zoë Sumarokow-Oboleńskiej.

## Życiorys
Obecnie nie wiadomo nic o rodzinnym pochodzeniu Mroczkowskiego ani dzieciństwie. Najwcześniejsza pisemna wzmianka o nim pochodzi z dziennika jego powstańczego kolegi Szymona Kotylli opublikowanym w 1907. Stąd wiadomo, że był studentem Akademii Medycznej w Warszawie (1860–1861), które przerwał aby udać do Włoch na szkolenie wojskowe. Jako zadeklarowany patriota udał się do Cuneo we Włoszech, aby uczęszczać do Szkoły Wojskowej Polskiej (1861–1862) kierowanej przez Ludwika Mierosławskiego w ramach przygotowań do przyszłego powstania. 
Po powrocie do Polski w 1862, Krajowy Komitet Centralny wysłał go do Guberni Augustowskiej, pod przykrywką bycia dziennikarzem Wincentym Kamińskim. Tam pomagał organizować jednostki wojskowe. Był komisarzem dystryktu Biebrza, lokalnym pełnomocnikiem do Krajowej Rady Rewolucyjnej i był odpowiedzialny za zakup uzbrojenia. W następnym roku wziął udział w serii potyczek, a w maju 1863 wyróżnił się na czele pomocy w bitwie pod Kozłową Rudą. 
Do listopada 1863 przebywał w Prusach Wschodnich, gdzie został aresztowany i uwięziony w na terenie Marchii Granicznej Poznańsko-Zachodniopruskiej. W 1865 został zwolniony i zesłany na wygnanie.

### Spotkanie z anarchizmem
Jako aktywista przed wygnaniem Mroczkowski był uważany za demokratę i zwolennika emancypacji poddaństwa. Podczas podróży do Florencji w 1865 poznał Michaiła Bakunina, który zaprzyjaźnił się z nim i zasugerował, aby towarzyszył mu w podróży do Neapolu. Tam został przedstawiony księżniczce Zoë Sumarokow-Oboleńska (ur. 1828). Była wyobcowaną żoną księcia Aleksieja Oboleńskiego, z którą miała sześcioro dzieci i mieszkała z nimi wśród rewolucjonistów, którzy uciekli z Rosji. Została kochanką Mroczkowskiego, a później jego żoną. Mieli dwójkę dzieci. 
Pozostając na Ischii z Bakuninem w 1866, Mroczkowski wraz ze swoją obecną partnerką Zoë opracowali francuskie tłumaczenie Katechizmu Rewolucyjnego, tekst założycielski Bakunina dla tajnego „międzynarodowego społeczeństwa rewolucyjnego”, które planowali. Bakunin nazywał Mroczkowskiego zdrobnieniem "Mruk".

### Szwajcarskie interludium

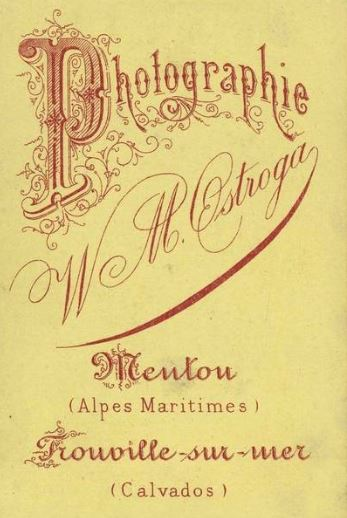
Rewers karty gabinetowej z winietą "W. M. Ostroga"

W 1867 postanowili osiedlić się w Szwajcarii. Początkowo przebywali w Vevey, następnie w Genewie. Tam spotkali francuskiego geografa i teoretyka, Élisée Reclus, którego córka później stała się towarzyszką syna Mroczkowskich - Felixa. W 1868, stali się członkami Pierwszej Międzynarodówki, a następnie komitetu centralnego Ligi Pokoju i Wolności. Po schizmie w czasie Konwencji Berneńskiej Mroczkowski i Bakunin utworzyli grupę przeciwną ideologii Karola Marksa.
Mroczkowski był również zaangażowany w opracowywanie planów remontu willi La Baronata położonej nad jeziorem Maggiore, zbudowanej jako miejsce odpoczynku dla Carlo Cafiero, który początkowo „oddał” go Bakuninowi, ale odkrywszy, że jego fortuna ucieka, postanowił go odzyskać. 

### Epizod w Londynie
W 1869 opuścili Szwajcarię i wyjechali parą do Londynu, gdzie przez około dwa lata obracali się w rewolucyjnych kręgach, w których skład wchodzili ludzie tacy jak Karl Marks i Walery Wróblewski.

## Nowa kariera w fotografii
Ponieważ w 1869 Książę Oboleński siłą uprowadził swoje dzieci, które miał ze swoją żoną Zoë, jej dochody znacznie spadły. Opuszczając Szwajcarię, a teraz Londyn, Mroczkowki z księżną zamieszkali w Mentonie. Tam w 1871 Mroczkowski otworzył studio fotograficzne jako „Walerian M. Ostroga”, specjalizujące się w portretach. W końcu podzielił swój czas pracując w Trouville-sur-Mer latem i Menton zimą. Mieszkanie w dwóch miejscach umożliwiło mu uzasadnienie długich podróży i ukrycie jego anarchistycznej działalności. Praca jako fotograf pomogła mu utrzymać rodzinę - jego żonę Zoë oraz dwójkę dzieci: Félixa (1867–1936) i Léonie (1871–1947). W końcu oficjalnie pobrali się po śmierci dotychczasowego męża księżnej, i byli w stanie kupić willę „les mouettes”, która stała się „willą Ostroga”.
Walery Mroczkowski zmarł 1 października 1889 w Paryżu i został pochowany na cmentarzu Vieux-Château w Mentonie.  Jego dzieci i potomkowie przyjęli nazwisko „Ostroga”, łatwiejsze do pisania i wymowy w języku francuskim.